# Richard Ashcroft
Richard Ashcroft (Wigan, 11 de septiembre de 1971) es un cantante y compositor inglés. Fue entre los años 1989 y 2009, vocalista de la banda británica The Verve, a la que perteneció desde su fundación hasta su separación. Sus mayores éxitos con la misma fueron las canciones «Bitter Sweet Symphony», «The Drugs Don't Work», «Sonnet», «Lucky Man» y «Love Is Noise».
Guarda una estrecha amistad con miembros de otras bandas británicas como Oasis, Coldplay, The Chemical Brothers y Unkle, con los cuales ha colaborado tanto en discos como en espectáculos en vivo. En julio de 2005 participó en el concierto benéfico Live 8 celebrado en Londres junto a Coldplay, cantando Bitter Sweet Symphony.
En 2007, ocho años después de su separación con The Verve, el grupo volvió a juntarse para grabar un nuevo álbum llamado Forth. No obstante esta nueva aventura duraría muy poco dado que a principios del 2009 se acabarían separando de nuevo.
Ashcroft nuevamente vuelve con su carrera como solista, y lanza el cuarto disco de su carrera llamado, RPA & The United Nations of Sound, lanzado al mercado el 19 de julio de 2010. En parte el título hace alusión al nombre que Ashcroft le dio a su nueva banda de músicos, "The United Nations of Sound" (The U.N.O.S).

## Biografía
Richard Ashcroft nació en Wigan, Inglaterra, el 11 de septiembre de 1971. Fue hijo primerizo, seguido por dos hermanas, Victoria y Laura. Durante sus primeros diez años Ashcroft tuvo que acudir con bastante asiduidad al médico debido al estado físico en el que se encontraba; demasiado delgado.
A la edad de once años Ashcroft pierde a su padre. Este hecho no solo afectaría muy seriamente a su estado anímico, desarrollando una personalidad seria en relación con su edad, sino que también afectaría negativamente sus años de formación académica. En entrevistas sobre su niñez ha declarado que "mientras los demás niños jugaban con sus juguetes, yo me empezaba a cuestionar sobre temas como la vida y la sociedad". Su desinterés general en las clases lo volvió un alumno impopular con los maestros.
Ashcroft encontró en el fútbol su vía de escape. Con trece años era uno de los mejores en el equipo de la escuela, y a los quince comenzó a asistir a la Escuela de Soccer Bobby Charlton, pero desafortunadamente se rompería la nariz hasta en cuatro ocasiones.
Mientras Ashcroft perdía el entusiasmo por el fútbol y sufría de dolores en las rodillas, el deporte fue reemplazado por otra obsesión; la música. En una entrevista comentó "siempre fui una persona depresiva, y la música me ayudó a sobrellevar ese problema".
Decidió entonces que el primer movimiento sería decirle a su maestro de carrera, quien escuchó con resignación antes de enviarlo a los balnearios locales a trabajar como socorrista por un par de semanas. Pero en lugar de salvar vidas, Ashcroft tenía que limpiar los baños. Esta experiencia de trabajo solo le hizo acercarse más a la música, aunque no sabía ni siquiera tocar una sola nota en ese momento, acabó adaptando una personalidad de pseudo pop-star, con cambios de peinado cada poco tiempo con la ayuda de su madre peluquera.
Un día cuando estaba haciendo un examen de filosofía y religión, Ashcroft se aburría tanto que acabó yéndose porque hacía un día soleado. También estaban de exámenes en esas fechas dos amigos de la escuela, Simon Jones y Pete Salisbury. Atraídos por el estilo arrogante de Ashcroft y por su entusiasmo por la música, Jones empezó a tocar la guitarra.

### The Verve (1989-1999)
Ashcroft, Jones y Salisbury formaron en 1989 una banda llamada Verve; junto con Nick McCabe y Simon Tong, quien le había enseñado a Jones y a Ashcroft sus primeros acordes en sus años de adolescencia.
Su álbum debut "A Storm in Heaven" fue lanzado en 1993. Durante la gira por los Estados Unidos para apoyar su LP, Ashcroft fue hospitalizado después de haber sufrido de severa deshidratación.
En el mismo año, la banda fue forzada a cambiar su nombre después de una batalla con una compañía americana también llamada Verve. Se convirtieron en The Verve. Luego, en 1995, lanzaron su álbum "A Northern Soul".
La siguiente gira por los Estados Unidos fue un gran éxito, pero unas semanas antes de su regreso al Reino Unido, surgieron noticias impactantes: la banda se estaría disolviendo.
Tres semanas después, Ashcroft se había juntado con Pete Salisbury, Simon Jones y Simon Tong para intentar superar sus problemas. Al principio McCabe no se reunió debido a conflictos con Ashcroft, pero luego lograron superarlos y McCabe regresó para comenzar a grabar nuevas canciones.
A lo largo de este periodo, el guitarrista de Oasis y amigo de Ashcroft, Noel Gallagher, escribió la canción "Cast No Shadow", inspirada en el atormentado vocalista, incluyendo una broma interna sobre que Ashcroft estaba tan delgado que no hacía sombra. La obra se puede encontrar en el álbum (What's the Story) Morning Glory?. Ashcroft le había dedicado la canción "A Northern Soul" del álbum del mismo nombre.
En junio de 1997, The Verve alcanzó gran éxito con su álbum Urban Hymns, llegando tres veces a listas Top Ten con los éxitos "Bitter Sweet Symphony", "The Drugs Don’t Work y "Lucky Man". Todas fueron composiciones de Ashcroft, la segunda mencionada fue #1 en los UK Singles Chart.
En abril de 1999, The Verve se disolvió, después de que el guitarrista Nick McCabe dejara la banda por una disputa pesada con Ashcroft.
En ese momento Ashcroft declaró: “Yo siempre le he dado todo a la banda y hubiera continuado haciéndolo si las circunstancias no lo hubieran hecho imposible. Me gustaría agradecerle a los fans por su leal apoyo y su respuesta fenomenal a Urban Hymns. Me siento muy positivo ahora que la decisión ha sido tomada – estar en el limbo no es bueno para el alma”.

### Carrera solista (1999 - 2006; 2009-presente)

#### Alone With Everybody(2000)
El debut solista de Ashcroft, Alone With Everybody, en el cual Pete Salisbury toca la batería, siguió en junio del 2000. Siendo su primer álbum en solitario, poseía un sonido muy parecido al que tenía The Verve, aunque más melódico y pausado. No obstante, los sonidos roqueros y de batería están presentes en el mismo.
El álbum alcanza el puesto n.° 1 en las listas de popularidad, y el sencillo "A Song for the Lovers" alcanza el puesto n.° 3.
Alone With Everybody es básicamente una carta de amor abierta a la esposa de Ashcroft, Kate. En "I get my beat", Ashcroft canta: “I get my beat with you/when we see things through/and I think about you all the time”.
Además de la difundida "A Song for the Lovers", se destacan canciones como "Crazy World", en donde hace un guiño al estilo del veterano Tom Petty, y en el que Ashcroft suplica "shelter me" (cobíjame), en una muestra de cierta desesperación que plantea durante todo el disco.
El álbum posee una gran cantidad de baladas con guitarras como "Brave New World" (una gran aproximación a The Verve), o "Everybody" (canción final del disco).
"New York" y "Money to Burn" muestran su faceta más roquera, mientras "C'Mon People" (We're Making it Now) parece salido del pasado, con matices similares a la música que componía John Lennon.

#### Human Conditions(2002)
Dos años más tarde, en 2002, Ashcroft contribuyó en la canción "The Test" para uno de los álbumes de los Chemical Brothers. La canción fue lanzada como sencillo más tarde.
En octubre de ese mismo año, el segundo álbum solista de Ashcroft, Human Conditions, fue lanzado. Los sencillos "Check the Meaning" y "Science of Silence" fueron un gran éxito. Human Conditions parece ser un viaje espiritual alrededor del mundo, mientras Ashcroft cuestiona a Dios y piensa sobre la vida.
En este segundo disco, Ashcroft intenta explotar todo su potencial en solitario, con canciones más roqueras y guitarreras.
Cuando habla sobre sus influencias, Ashcroft menciona a The Stooges, Led Zeppelin, Brian Wilson de los Beach Boys y John Lennon. Brian Wilson participó en Human Conditions, en la canción "Nature is the Law". Ashcroft dice que con la aparición de Wilson, uno de sus sueños más grandes se volvió realidad.

#### Keys to the World(2006)
En 2006 Ashcroft lanza su tercer disco, Keys to the world. A través de las diez canciones del disco, es posible encontrar un sonido maduro y rico en texturas, hábil en el manejo de las diferentes intensidades de cada canción y cuidadosamente musicalizado.
Esto resulta en una sensación de prolijidad en su producción, sin lugar a descuidos pero manteniendo un nivel de originalidad único, la cual, paradójicamente, no remite a una vanguardia, sino a lo más clásico.
En general, el tono del disco es bastante relajado, como ha sido característico en los anteriores discos de Ashcroft, aunque (a diferencia de su anterior trabajo, Human Conditions) las melodías y las letras son mucho más fáciles de retener y recordar, por lo que las canciones tiene un efecto mucho más directo: en ellas se transluce la melancolía, la decepción, la búsqueda y también la alegría.
Algunas canciones fueron grabadas por la Orquesta Metropolitana de Londres; esto se debe a que ocho de las mismas tienen instrumentos de cuerda.

#### Otros trabajos
La canción "She's so hot" fue tocada por Ashcroft en algunos conciertos, sin que esta forme parte de ninguno de sus discos. La misma es de estilo roquero y por la letra (de la cual existen dos versiones diferentes), resulta autobiográfica.

### Regreso de The Verve y nuevo álbum (2007-2009)
En 2007, ocho años después de su separación, Ashcroft volvió a reunir a The Verve para grabar un nuevo álbum. Este hecho fue anunciado en un comunicado por Ashcroft, líder y vocalista de la banda.
Con la presencia de sus cuatro integrantes originales (Richard Ashcroft, Nick McCabe, Simon Jones y Peter Salisbury) y la ausencia del posteriormente incorporado Simon Tong, la banda comenzó en el mes de junio a grabar nuevo material en un estudio de Londres.
El cuarto álbum fue oficialmente anunciado en junio de 2008: Forth. El mismo fue lanzado en agosto de dicho año, posteriormente a la edición del sencillo "Love is Noise". Para finales de 2008, The Verve aseguró su presencia en diferentes festivales de Estados Unidos y Europa.
Su segundo sencillo fue "Rather Be", cosechando un éxito inferior a "Love is Noise".
A principios de 2009 se rumoreaba que la banda se había separado por tercera vez, pero no se haría oficial hasta agosto de 2009. El tabloide The Guardian informó que The Verve han roto por tercera vez. Jones y McCabe abandonaron a Ashcroft, ya que consideraban que estaba usando la reunión como un vehículo para conseguir encaminar su carrera en solitario.

### De nuevo en solitario y nuevo grupo (2009-2010)
Richard Ashcroft en apoyo a "Helen Bamber Foundation", lanzó el 18 de diciembre "The Journey", canción compuesta por Ashcroft, que trata sobre la explotación sexual a la que son sometidas muchas mujeres en Inglaterra y en otras muchas partes del mundo.
Todos los beneficios que obtenga esta canción irán a parar a la fundación "Helen Bamber", que ayuda a las mujeres que son obligadas a prostituirse.

#### RPA & The United Nations of Sound(2010)
Ashcroft trabajó con el productor de rap No I.D. en su nuevo disco llamado, "RPA & The United Nations of Sound". En esta ocasión no sacó a la venta ningún sencillo en formato físico, sólo en formato digital. "Are you ready?" Fue el promo-sencillo y "Born Again" el primer sencillo. Se llegó a decir que "This thing called life" sería el segundo sencillo del cuarto disco de Ashcroft, pero finalmente no fue así.
La nueva banda de música (The United Nations of Sound) con la que Ashcroft toca sus canciones, está compuesta por los siguientes músicos:
Steve Wyreman – Guitarra;
Rico Petrillo – Pianos, teclados & samples;
D.W – Bajo;
Qyu Jackson – Batería
En Estados Unidos el disco tiene otro nombre, "Richard Ashcroft - United Nations of Sound".

### Carrera solista (2016-presente)
El 21 de febrero de 2016, lanzó "This Is How It Feels ", un sencillo para promocionar su nuevo álbum "These People", lanzado a la venta el 20 de mayo de 2016.
En 2018 lanzó el disco "Natural Rebel".

### Vida privada
En 1995 Ashcroft se casó en secreto con Kate Radley. En 2000, Radley dio a luz a su primer hijo, Sonny Ashcroft. Posteriormente en 2004, nacería Cassius Ashcroft, su segundo hijo.

## Discografía

### Discos
- 2000: Alone With Everybody
- 2002: Human Conditions
- 2006: Keys to the World
- 2010: RPA & The United Nations of Sound
- 2016: These People
- 2018: Natural Rebel
- 2021: Acoustic Hymns Vol. 1
- 2025: Lovin’ You

### Sencillos
| Fecha de lanzamiento     | Título                                                          | Posición más alta alcanzada en los rankings | Posición más alta alcanzada en los rankings | Posición más alta alcanzada en los rankings | Posición más alta alcanzada en los rankings | Posición más alta alcanzada en los rankings | Posición más alta alcanzada en los rankings | Posición más alta alcanzada en los rankings | Posición más alta alcanzada en los rankings | Álbum                             |
| Fecha de lanzamiento     | Título                                                          | UK                                          | IRL                                         | GER                                         | ITA                                         | NL                                          | SWI                                         | AUT                                         | NZ                                          | Álbum                             |
| ------------------------ | --------------------------------------------------------------- | ------------------------------------------- | ------------------------------------------- | ------------------------------------------- | ------------------------------------------- | ------------------------------------------- | ------------------------------------------- | ------------------------------------------- | ------------------------------------------- | --------------------------------- |
| 3 de abril de 2000       | "A Song for the Lovers"                                         | 3                                           | 11                                          | 82                                          | 9                                           | 83                                          | 78                                          | -                                           | 42                                          | Alone with Everybody              |
| 12 de junio de 2000      | "Money to Burn"                                                 | 17                                          | 38                                          | -                                           | -                                           | -                                           | -                                           | -                                           | -                                           | Alone with Everybody              |
| 11 de septiembre de 2000 | "C'mon People (We're Making It Now)"                            | 21                                          | -                                           | 82                                          | -                                           | -                                           | -                                           | -                                           | -                                           | Alone with Everybody              |
| 7 de octubre de 2002     | "Check the Meaning"                                             | 11                                          | 19                                          | 94                                          | 13                                          | -                                           | -                                           | -                                           | -                                           | Human Conditions                  |
| 6 de enero de 2003       | "Science of Silence"                                            | 14                                          | -                                           | -                                           | -                                           | -                                           | -                                           | -                                           | -                                           | Human Conditions                  |
| 7 de abril de 2003       | "Buy It in Bottles"                                             | 26                                          | -                                           | -                                           | -                                           | -                                           | -                                           | -                                           |                                             | Human Conditions                  |
| 9 de enero de 2006       | "Break the Night with Colour"                                   | 3                                           | 10                                          | 45                                          | 3                                           | 90                                          | 55                                          | 17                                          | -                                           | Keys to the World                 |
| 17 de abril de 2006      | "Music Is Power"                                                | 20                                          | -                                           | -                                           | -                                           | -                                           | -                                           | -                                           | -                                           | Keys to the World                 |
| 10 de julio de 2006      | "Words Just Get in the Way"                                     | 40                                          | -                                           | -                                           | -                                           | -                                           | -                                           | -                                           | -                                           | Keys to the World                 |
| 4 de diciembre de 2006   | "Why Not Nothing?" / "Sweet Brother Malcolm" (Edición limitada) | -                                           | -                                           | -                                           | -                                           | -                                           | -                                           | -                                           | -                                           | Keys to the World                 |
| 18 de enero de 2010      | "Are You Ready?" (Promo single lanzado sólo en iTunes)          | -                                           | -                                           | -                                           | -                                           | -                                           | -                                           | -                                           | -                                           | RPA & The United Nations of Sound |
| 19 de julio de 2010      | "Born Again" (Lanzado sólo en iTunes)                           | -                                           | -                                           | -                                           | -                                           | -                                           | -                                           | -                                           | -                                           | RPA & The United Nations of Sound |

### Lados-B, bonus tracks, remixes y rarezas
- De la época de Alone With Everybody:
  - (Could be) A Country Thing, City Thing, Blues Thing
  - Precious Stone
  - Leave Me High
  - XXYY
  - Make a Wish
  - For the Lovers
  - Einstein On a Beach

- De la época de Human Conditions:
  - The Miracle
  - Get Up Now
  - Don't Take Me In
  - The Journey's Just Begun
  - Check The Meaning (Chris Potter Remix)
  - Check The Meaning (The Freelance Hellraiser Remix)

- De la época de Keys to the World:
  - The Direction
  - 75 Degrees
  - Slip Sliding
  - Circles
  - Long Way Down
  - Words Just Get In The Way (Demo Version)
  - Break the Night With Colour (Acoustic Version)
  - Music is Power (Acoustic Version)
  - She´s So Hot - Ashcroft tocó esta canción en un par de conciertos en 2006, sin aparecer en ninguno de sus discos.

- De la época de RPA & The United Nations of Sound (Richard Ashcroft - United Nations of Sound [En EE. UU.].):
  - Captain Rock Bonus track sólo disponible en iTunes.
  - Third Eye - Esta canción fue lanzada para los miembros del club de fanes RPA de la página web de Richard Ashcroft, y también aparece como la canción número 9 en la versión americana del disco.
  - Here We Go Again - Segunda canción lanzada para los miembros del club de fanes de Richard Ashcroft.
  - Lead The Way - Tercera canción exclusiva para los miembros del club de fanes RPA.
  - Screw You Screw Me - Cuarta y última canción exclusiva para el club de fanes.

- De la época de These People:
  - How the West Was Lost
- De la época de Natural Rebel:
  - Hey Columbo
  - Rare Vibration
  - Guilded Halls
  - Have Yourself a Merry Little Christmas (Cover)

- De la época de Acoustic Hymns:
  - C'mon People (We're Making It Now) (feat. Liam Gallagher) (Don't Stop Now Mix) - C'mon People (We're Making It Now) (feat. Liam Gallagher) (Don't Stop Now Mix)" es una nueva versión del clásico de Richard Ashcroft, originalmente lanzado en 2000 en su álbum Alone With Everybody. En 2021, Ashcroft la regrabó en acústico junto a Liam Gallagher para el disco Acoustic Hymns Vol. 1. Más tarde, publicó esta mezcla llamada Don't Stop Now Mix, que añade guitarra eléctrica y un tono más enérgico, fusionando la emoción de la versión acústica con el espíritu optimista del original.

### Otras canciones
- - Lonely Soul - (Psyence Fiction - Uncle) Tema envolvente y emocional donde Ashcroft presta su voz en el innovador proyecto de UNKLE (1998).
  - The Test - (Come With Us - Chemical Brothers) Richard Ashcroft colabora como vocalista en este potente tema electrónico incluido en el álbum Come With Us (2002).
  - Holy Are You- Compuesta y producida por David Axelrod para The Electric Prunes en su álbum Release of an Oath (1968). Es un tema espiritual de estilo barroco-psicodélico que Ashcroft interpretó en directo junto a Axelrod.
  - The Journey - Lanzada el 18 de diciembre de 2009 vía iTunes, con fines benéficos: las ganancias se destinaron a la fundación Helen Bamber. Además, formó parte del documental del mismo título.
  - Future's Bright - Compuesta junto al productor Tom Newman (diez veces nominado al Oscar) para la banda sonora de la película Destino Oculto (The Adjustment Bureau, 2011).
  - Bring On The Lucie (Freda Peeple) - Versión de la canción original de John Lennon, publicada por Ashcroft el 19 de febrero de 2021. Grabada en Abbey Road Studios, respeta el espíritu pacifista del tema, añadiendo la voz emocional y personal del artista británico.